# Sumpf-Läusekraut
Das Sumpf-Läusekraut (Pedicularis palustris) ist eine Pflanzenart aus der Gattung der Läusekräuter (Pedicularis).

## Beschreibung

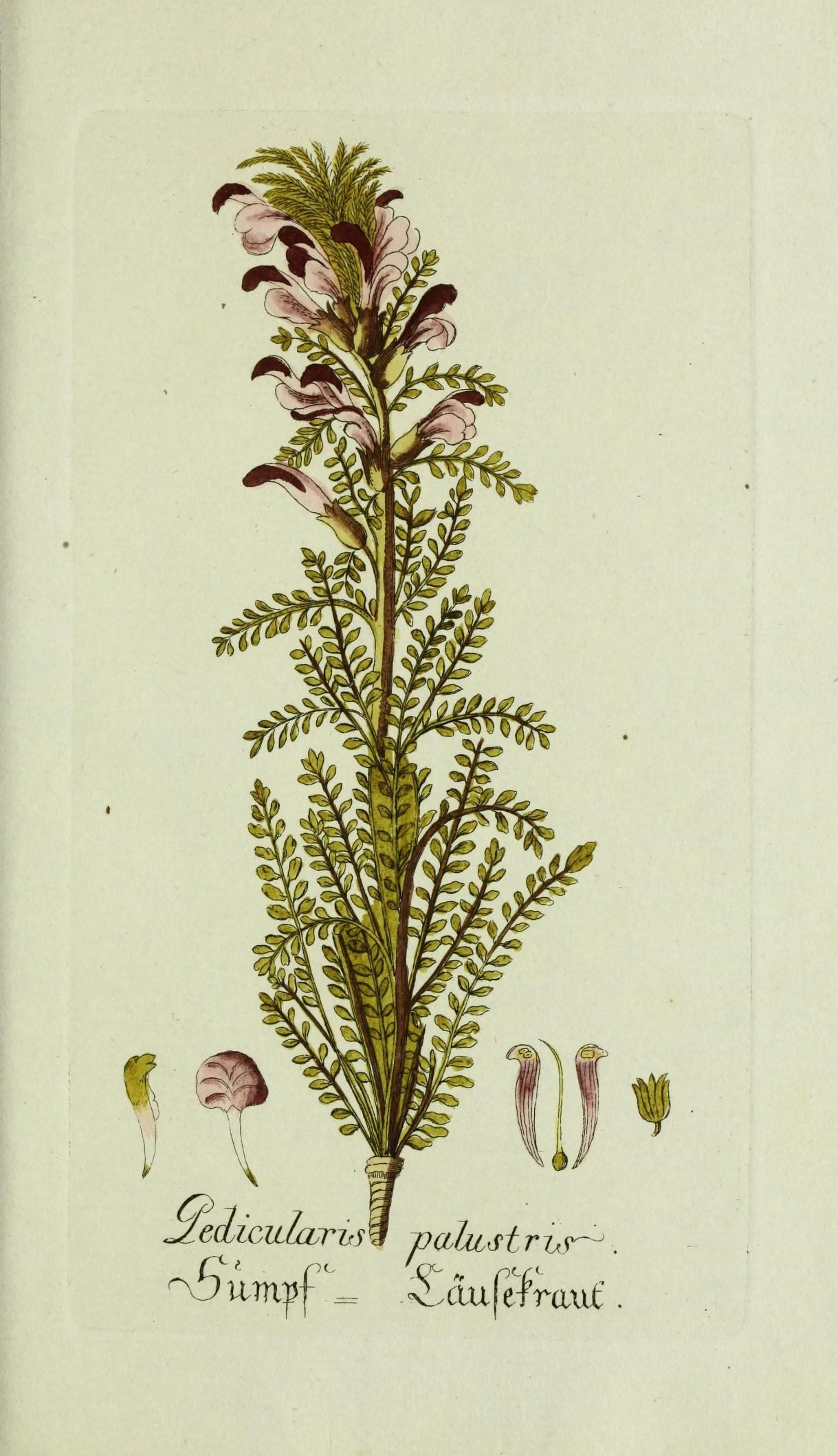
Illustration

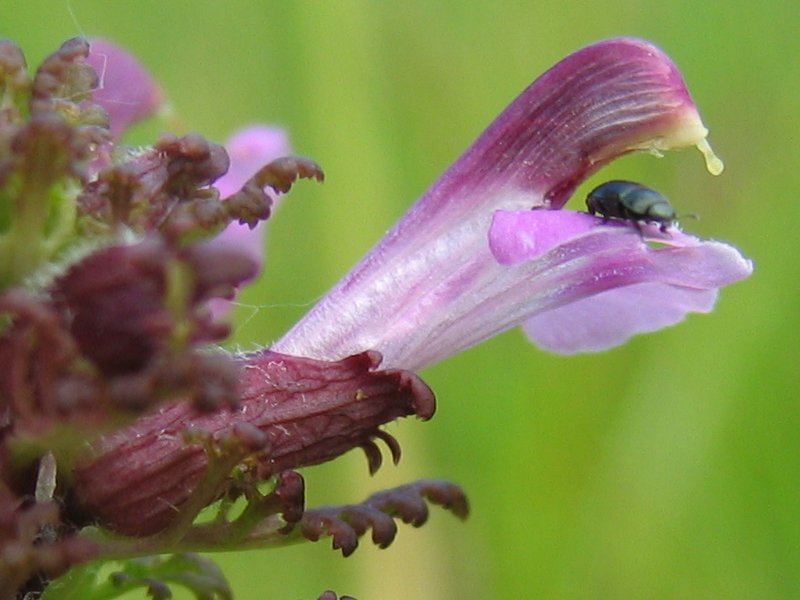
Zygomorphe Blüte

### Vegetative Merkmale
Das Sumpf-Läusekraut ist eine ein- oder zweijährige bis ausdauernde krautige Pflanze und erreicht Wuchshöhen von 15 bis 40 Zentimetern. Der hohle, aufrechte Stängel ist nur geringfügig verzweigt.
Die gegenständigen Laubblätter sind in einen kurzen Blattstiel und eine Blattspreite gegliedert. Die doppelt fiederspaltige Blattspreite ist bei einer Länge von bis zu 8 Zentimetern im Umriss länglich.

### Generative Merkmale
Die rosafarbenen bis violetten Blüten sind einzeln in Blatt- und Triebachseln angeordnet und bilden eine Ähre. Die zwittrigen Blüten sind zygomorph mit doppelter Blütenhülle; die Krone schwach schraubig tordiert. Der Kelch ist blasig aufgetrieben. Die Oberlippe ist ungespalten, kapuzenförmig endend und fast sichelförmig gekrümmt, die Unterlippe ist dreilappig.
Die zweifächrige Kapselfrucht ist kugelig bis eiförmig und öffnet sich nach oben. Die dunkelbraunen Samen sind bis zu 2,4 Millimeter lang.
Die Chromosomenzahl beträgt 2n = 16.

### Ähnliche Arten
Eine Verwechslungsmöglichkeit besteht mit dem Wald-Läusekraut, das aber nur am Grund verzweigt ist und liegende Stängel hat.

## Ökologie
Das Sumpf-Läusekraut ist ein einjährig winterannueller bis zweijähriger Therophyt oder ein Hemikryptophyt. Es ist eine Sumpfpflanze und ein Halbschmarotzer.
Blütenökologisch handelt es sich um eine homogame „Eigentliche Lippenblume“. Die Blüten stehen horizontal und setzen daher für den richtigen Anflug der Insekten eine hohe Lernfähigkeit voraus, man spricht deshalb auch von einer „Intelligenzblume“. Um an den vom Diskus abgesonderten Nektar zu gelangen, müssen die Hummeln als Bestäuber die nur 0,5 mm breite Öffnung der Kronröhre auseinanderdrücken; unter diesem Aspekt spricht man auch von einer „Kraftblume“. Zuerst wird die Narbe berührt. Wenn der Kopf tiefer in die Blüte eindringt, wird der trockene Pollen ausgestreut. Erdhummeln können nur durch seitliches Aufbeißen der Kronröhre („Blüteneinbruch“) an den Nektar gelangen („Nektarraub“), da ihr Rüssel mit nur 7 bis 9 Millimeter Länge zu kurz ist. Die Blütezeit erstreckt sich von Juni bis Juli.
Da der trockene Stängel elastisch ist, und die Kelchblätter als Wind- und Regentropfenfänger fungieren, ist das Sumpf-Läusekraut ein Windstreuer und ein Regentropfenballist. Seltener wirkt sie auch als Tierstreuer durch vorbeistreifende sich verhakende Tiere. Das Sumpf-Läusekraut ist ein Lichtkeimer. Die Fruchtreife erstreckt sich von August bis Oktober.

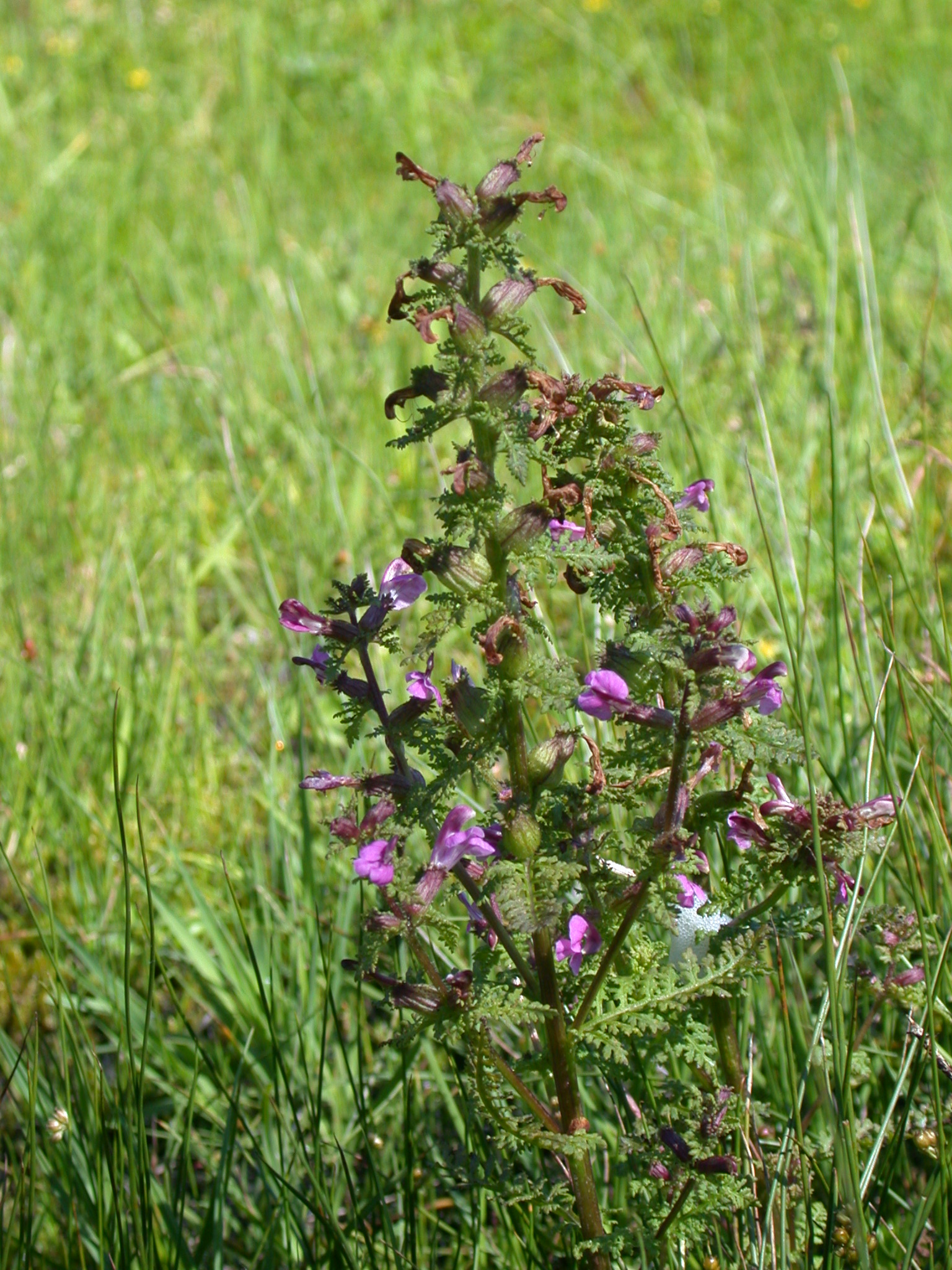
Habitus im Habitat

## Vorkommen und Gefährdung
Das Sumpf-Läusekraut ist in Europa zwischen Nordeuropa, Norditalien und dem Ural verbreitet. Darüber hinaus kommt es in Kasachstan, im asiatischen Russland, in der nördlichen Mongolei und in China vor.
Es bevorzugt Nieder- und Zwischenmoore sowie Feuchtwiesen. Es ist in Mitteleuropa eine Scheuchzerio-Caricetea-fuscae-Klassencharakterart, die vor allem in Caricion-lasiocarpae-Gesellschaften vorkommt.
In den Allgäuer Alpen steigt es im Kleinen Walsertal an der Ifersgundalpe und an der Schwarzwasserhütte bis in eine Höhenlage von 1700 Meter auf.
In Deutschland gilt das Sumpf-Läusekraut als stark gefährdet und ist nach der Bundesartenschutzverordnung (BArtSchV) besonders geschützt.

## Systematik
Die Erstveröffentlichung von Pedicularis palustris erfolgte 1753 durch Carl von Linné. Ein Synonym von Pedicularis palustris L. ist Pedicularis palustris subsp. serotina Squivet.
Von Pedicularis palustris gibt es mehrere Unterarten:
- Pedicularis palustris L. subsp. palustris
- Pedicularis palustris subsp. borealis (J.W.Zetterst.) Hyl.: Sie kommt in Norwegen, Schweden, Finnland im nördlichen Russland und auf den Färöer-Inseln vor.[4]
- Pedicularis palustris subsp. karoi (Freyn) Tsoong (Syn.: Pedicularis karoi Freyn): Sie kommt in Russland, in der Mongolei und in China vor.[2]
- Pedicularis palustris subsp. opsiantha (Ekman) Almq. (Syn.: Pedicularis opsiantha Ekman): Sie kommt in West-, in Nord-, in Mittel-, in Südosteuropa und in der Türkei vor.[4]